# ドランゴ
ドランゴ（Durango、1967年7月31日 - ）は、メキシコ合衆国のプロレスラー。数多くのリングネームを持ち、日本ではフェーゴの名前で来日経験も持つ。

## 来歴
父（デュランゴ・シニア）や祖父（Felix el Espaniol）もプロレスラーというレスリング一家に生まれ、覆面レスラー「フェーゴ」としてCMLLでプロデビュー。AAA移籍を経て、2006年1月8日、新日本プロレスLA道場の自主興行に参戦し エル・チランゴ＆インパクト組と対戦（パートナーはスペル・ケンドー）。以後LA道場の常連組となる。
2006年5月14日、LA道場で開催されたベスト・オブ・ザ・スーパー・ジュニア出場者決定トーナメントである第1回ベスト・オブ・アメリカン・ルチャ・トーナメントに覆面レスラーのフェーゴとして出場。1回戦でインパクト、 準決勝でシャムJr.、決勝でエル・チランゴを破り優勝。
同年5月27日開幕のベスト・オブ・スーパー・ジュニアに、覆面レスラーのフェーゴとしてAブロックにエントリーし初来日。初戦である埼玉・草加市スポーツ健康都市記念体育館での稔戦に勝利するも、続くエル・サムライ、サングレ・アステカ、田口隆祐、邪道、獣神サンダー・ライガーに連敗する。
LA道場に戻ると素顔のデュランゴキッドとして復帰。ロッキー・ロメロとLA道場のコーチを任されるとともに、日本流のストロングスタイルのプロレスも学びなおす。同年6月23日には素顔のまま再来日し、ドランゴのリングネームで新日本プロレス留学生として新日本プロレス道場に住み込みながら練習する。7月5日、茨城・水戸市民体育館でのネグロ・カサス＆ブラック・タイガー組戦で再デビュー（パートナーは井上亘）。
帰国後はLA道場を主戦場とし、9月10日第1回「LA 道場 闘魂サンデー」ではデュランゴとしてメインに出場。
10月1日、LA道場「闘魂サンデー」ではシングルマッチでロッキー・ロメロに勝利。「1番盛り上がった試合」と評価され、ロメロ率いるチームUSAとドランゴ率いるチームMexicoが以後名物カードとなる。
11月5日、LA道場「闘魂サンデー」ではシャム Jr.＆チランゴ組と組み、カール・アンダーソン＆ロッキー・ロメロ、ジェイソン・キング組に勝利。
2008年ごろよりメキシコ・CMLLに拠点を移し、2008年10月24日のプロレス・エキスポにはメキシコ（中南米）代表として来日。1日目の緑の章ではナルトと組み、田中将斗＆関本大介組と激突。25日・白の章ではルチャ・パビリオンとしてエル・ブレイザーと組み、ディック東郷＆藤田ミノル組と対戦。25日・蒼の章では再びナルトと組みバンビ・キラー＆エリック・イサクセン組と対戦。
同月30日のZERO1にも引き続き参戦し、KAMIKAZE＆浪口修、小幡優作組に勝利（パートナーは崔領二、植田使徒）。以降、闘龍門メキシコにも協力参戦している。

## 得意技
La Tapatía（ラ タパテイア）
ロメロ・スペシャル。
Tornillo de Fuego（トルニージョ・デ・フェーゴ）
コーナートップから錐もみ回転し、相手をアームドラッグの形で放り投げ着地と同時にブリッジしてフォールを奪う固め技。新日本時代のフィニッシュホールド。
ファイヤーボールスペシャル
リングに背を向けた形でコーナーポストに飛び乗り、体を左180度ひねり、さらに空中で左へ360度ひねり、立っている相手に行うダイビングクロスボディアタック。